# Jean Borotra
Jean Robert Borotra (Domaine du Pouy à Biarritz, 13 agosto 1898 – Arbonne, 17 luglio 1994) è stato un tennista, politico e imprenditore francese.

## Biografia
Borotra e i connazionali Jacques Brugnon, Henri Cochet e René Lacoste furono detti i Quattro moschettieri del tennis francese. Nel corso della sua carriera sportiva vinse, tra gli altri, il torneo di Wimbledon nel 1924 e 1926, gli Australian Open nel 1928 e il Roland-Garros nel 1924 e nel 1931; ottenne anche un bronzo nel doppio alle Olimpiadi di Parigi del 1924. 
Fu dirigente del produttore francese di pompe di benzina Satam dal 1933 al 1976, della Union française de crédit pour le commerce et l’industrie e nel 1953 della casa automobilistica Hotchkiss-Delahaye. 
Nel corso della Seconda Guerra Mondiale fu inoltre Ministro dello Sport nella Francia di Vichy, venendo poi deportato dai nazisti nel 1942 e infine imprigionato a Itter assieme ad altre personalità di spicco francesi, su intercessione di re Gustavo V di Svezia. 
Fu liberato il 5 maggio 1945 in seguito alla battaglia per il castello di Itter, nel corso della quale dette prova di grande coraggio.

## Palmarès
- Australian Open
  - singolare: 1928
  - doppio: 1928
  - doppio misto: 1928
- Open di Francia
  - singolare: 1924, 1931
  - doppio: 1925, 1928, 1929, 1934, 1936
  - doppio misto: 1927, 1934
- Wimbledon
  - singolare: 1924, 1926
  - doppio: 1925, 1932, 1933
  - doppio misto: 1925
- U.S. Open
  - doppio misto: 1926
- Olimpiadi
  - bronzo a Parigi 1924 (nel doppio)